# Григор'єв Олег Георгійович
Олег Георгійович Григор'єв (рос. Олег Георгиевич Григорьев; нар. 25 грудня 1937, Москва, СРСР) — радянський боксер, олімпійський чемпіон 1960 року, триразовий чемпіон Європи.

## Аматорська кар'єра
Олімпійські ігри 1960 
- 1/16 фіналу. Переміг Вальжоміро Пінто (Бразилія) 5-0
- 1/8 фіналу. Переміг Френкі Тейлора (Велика Британія) 3-2
- 1/4 фіналу. Переміг Тейна Муінта (М'янма) WO
- 1/2 фіналу. Переміг Брунона Бендінга (Польща) 4-1
- Фінал. Переміг Прімо Зампаріні (Італія) 3-2

Олімпійські ігри 1964 
- 1/16 фіналу. Переміг Дьюлу Терека (Угорщина) W
- 1/8 фіналу. Переміг Франка Цурло (Італія) 5-0
- 1/4 фіналу. Програв Хуану Мендосі (Мексика) 2-3